# الإنحلال المتسق للكريات الحمراء الوليدي
الإنحلال المتسق للكريات الحمراء الوليدي، المعروف أيضًا باسم اليرقان الانحلالي أو فقر الدم الانحلالي،  هو مرض أكثر شيوعًا في القطط والمهور ، ولكن تم الإبلاغ عنه أيضًا في الجراء . ويحدث ذلك عندما يكون لدى الأم أجسام مضادة ضد فصيلة دم المولود الجديد.

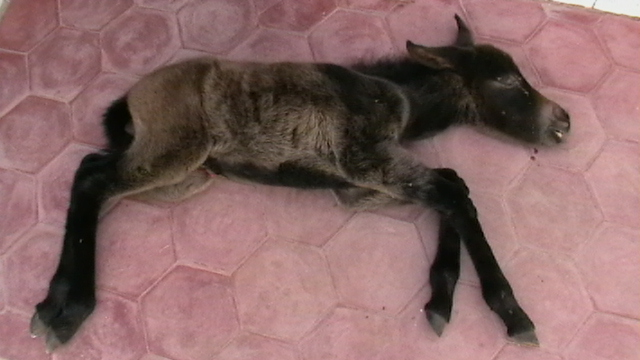
مهر عمره 7 أيام يعاني من الإنحلال المتسق للكريات الحمراء الوليدي.

## الإنحلال المتسق للكريات الحمراء الوليدي في القطط
في القطط، تكون الأجسام المضادة موجودة بالفعل في دم الأم قبل الولادة. مستضدات فصيلة الدم مشابهة في البنية لمستضد مشترك مع بكتيريا شائعة في جهاز الهضم لدى القطط مما يؤدي إلى تكوين الأجسام المضادة. يحصل القطط الصغار على غالبية استجابتهم المناعية من السرسوب، ولا يولدون باستجابة مناعية قوية. عندما يمتصون الأجسام المضادة ضد نوع دمهم من أمهاتهم، يتسبب ذلك في تحلل خلايا الدم الحمراء مما يؤدي إلى فقر الدم.
تشمل الأعراض التعب والضعف والخمول وشحوب الأغشية المخاطية والحمى ونزول بول مدمم. قد يؤدي نقص الأوكسجين إلى مرض في الجزء الأمامي من المخ، وزيادة معدل ضربات القلب ومعدل التنفس، وأمراض الكبد أو الكلى.
يجب أن يتم نقل الحيوانات المعانية من هذا المرض إلى طبيب بيطري فوراً. يشمل العلاج السوائل ونقل الدم. هذا المرض يظهر بشكل أكثر شيوعًا في القطط الصغار من فصيلة الدم A المولودة من أمهات من فصيلة الدم B نظرًا لأن القطط من فصيلة الدم B تشكل أجسام مضادة قوية جدًا ضد نوع الدم A. هذا المرض أقل شيوعًا (وأقل حدة) في القطط الصغار من فصيلة الدم B المولودة من أمهات من فصيلة الدم A.
يمكن الوقاية منه عن طريق تحليل فصيلة دم الأم والقطط. إذا كان هناك عدم تطابق في فصيلة الدم، فلا ينبغي السماح للقطط الصغيرة بالرضاعة لمدة 72 ساعة من الأم لمنع مرور الأجسام المضادة في السرسوب. بعد ذلك، يمكن السماح للقطط بالرضاعة بشكل طبيعي. 